# Podmrok
Podmrok – (ang. Underdark) fikcyjna kraina z gry fabularnej Dungeons & Dragons, znajdująca się w świecie Zapomnianych Krain. Podmrok to rozciągająca się pod całym Faerunem sieć jaskiń i tuneli, z rzadka zamieszkana przez żyjące istoty. Najważniejszymi z nich są drowy, czyli niegodziwe mroczne elfy o ciemnej skórze i jasnych włosach – w podmroku znajduje się wiele ich miast-państw np. Menzoberranzan i Ched Nasad.
Inne rasy zamieszkujące Podmrok to:
- duergarowie – krasnoludy o ciemnej skórze zamieszkujące wyłącznie Podmrok (nie licząc pojedynczych osobników, które wyszły na powierzchnię),
- illithidzi, czyli potocznie łupieżcy umysłów,
- beholderowie,
- svirfnebliny – głębinowe gnomy, zamieszkujące m.in. miasto-państwo Blingdenstone,
- pecze – dzieci kamieni.

Poza tymi istotami Podmrok zamieszkują całe rzesze niezorganizowanych, dzikich stworów, służących inteligentnym rasom podziemi za zwiadowców lub niewolników. Przykładem mogą być oswojone przez drowy umbrowe kolosy. Inną chaotyczną rasę stanowią corby, znani jako ptakoludzie oraz bazyliszki i hakowe poczwary.